# 有賀城
有賀城（あるがじょう）は、長野県諏訪市豊田有賀にあった日本の城（山城）。別名・天狗山城。承久年間（1219年-1222年）に有賀氏（あるがし）によって築かれた。江音寺背後の裏山に築かれ、諏訪地方と上伊那地方を結ぶ有賀峠への街道を押さえる位置にある。現在も有賀城跡として残っている。

## 概要
不動尊のある廓は6メートル四方、主郭の背後には22メートルの堀切りで遮断し、大土塁が築かれており、主郭の内部を見通せない構造となっている。主郭は三方に土塁が残り、内部の広さは縦25メートル、横20メートルで、郭内には井戸跡があった。
副郭は主郭の北側の尾根の起点にあり、主郭より15メートル下に堀を隔ててあり、三方を土塁で囲んだ縦18メートル、横15メートルである。副郭から北下には、西側に削り残しの土塁を伴った三の郭、四の廓、五の廓と続き、その下は急傾斜となっている。
主郭から北東に下るもう一つの尾根筋には、直下に堀切りがあり、その両端を掘り下げて全面を固め、その堅堀に沿って小郭が残る。